# Овсянкин, Владимир Александрович
Влади́мир Алекса́ндрович Овся́нкин (8 июня 1909 — 21 марта 1985) — советский историк, профессор ЛГУ.

## Биография
Владимир Александрович Овсянкин родился в 1909 году. В 1923 году вступил в комсомол. С 1925 по 1929 год был секретарём волостного комитета ВЛКСМ. С 1929 по 1931 год был председателем профкома в Педагогическом техникуме им. Ушинского. В 1931 году преподавал историю на рабфаках ЛГУ и Института инженеров гражданского воздушного флота. В 1934 году окончил ЛИФЛИ. В 1938 году защитил кандидатскую диссертацию. В 1938 год стал доцентом ЛГУ. В годы Великой Отечественной войны занимался пропагандистской и агитационной работой. В 1951 году «за притупление политической бдительности» был уволен. В 1952 году начал работать на литейно-механическом заводе № 1. В 1953 году был восстановлен в университете. С 1968 по 1974 год заведовал кафедрой истории советского общества. В 1969 году получил звание профессора.
Среди его учеников были Ежов Виктор Анатольевич, Жуйков Геннадий Семенович, Хабибулина Раиса Ярулловна (Яковлевна) и другие.
Научные труды Овсянкиан были посвящены истории рабочего класса и революционного движения, истории Гражданской войны в Сибири.

## Основные работы
- Разгром колчаковщины // Пропаганда и агитация. 1939. № 15.
- Ленин и Сталин — организаторы борьбы с Колчаком. Л., [1941].
- Партизанское движение в Сибири 1918—1920 гг. // Ученые записки ЛГУ. 1943. № 87. Серия гуманитарных наук.
- Большевистское подполье в тылу Колчака // Ученые записки ЛГУ. 1959. Серия исторических наук. Вып. 30.

## Награды
- Медаль «За оборону Ленинграда»;
- Медаль «За доблестный труд в Великой Отечественной войне 1941—1945 гг.»;
- Почетная грамота ЛГУ за педагогическое мастерство и подготовку научных кадров (1969);
- Грамота «За заслуги перед Университетом» (1970).